# Melanophryniscus pachyrhynus
Melanophryniscus pachyrhynus là một loài cóc thuộc họ Bufonidae.
Đây là loài đặc hữu của Brasil.
Môi trường sống tự nhiên của chúng là đồng cỏ nhiệt đới hoặc cận nhiệt đới vùng ngập nước hoặc lụt theo mùa, hồ nước ngọt có nước theo mùa, và đầm nước ngọt có nước theo mùa.
Chúng hiện đang bị đe dọa vì mất nơi sống.